# قائمة نواحي سوريا
نواحي سوريا (المفرد: ناحية) هي التقسيم الإداري الثالث المتّبع في سوريا. تعرف الناحية حسب قانون الإدارة المحليّة السوريّ بأنّها قطاع من المنطقة لا يقل تعداد سكانه عن 25,000 نسمة، تُحدث النواحي في سوريا وتسمى وتعيّن مراكزها وحدودها وتعدل بقرار من وزير الإدراة المحليّة، يرأس كل ناحية مدير ناحية يمثّل السلطة التنفيذية فيها ويرتبط مباشرة بمدير المنطقة ينفذ تعليماته ويرفع له تقارير عن حسن سير العمل ضمن ناحيته، بالإضافة لتلك المهام يتولّى مدير الناحية أيضاً رئاسة قوى الأمن الداخلي في الناحية ويقوم بوظائف الضابطة العدليّة والضابطة الإداريّة.
تقسّم سوريا إداريّاً إلى (280) ناحية، أكبر نواحيها مساحةً هي ناحية مركز تدمر بمساحة (17,166.23) كم2 وأصغرها ناحية جزيرة أرواد بمساحة (0.23) كم2، أكثر نواحي سوريا سكاناً هي ناحية مركز جبل سمعان بتعداد قدره (2,181,061) نسمة وأقلّها سكاناً ناحية السبع بيار بتعداد قدره (395) نسمة. أمّا أحدث النواحي المحدثة في سوريا فهي ناحيتا كفرلاها، التي اقتطعت من ناحية مركز تلدو، وناحية الحوز التي اقتطعت من ناحية مركز القصير.

## محافظة دمشق
- مدينة دمشق

## محافظة حلب
| منطقة جبل سمعان - ناحية مركز جبل سمعان - ناحية تل الضمان - ناحية الحاضر - ناحية حريتان - ناحية دارة عزة - ناحية الزربة - ناحية زمار منطقة الباب - ناحية مركز الباب - ناحية تادف - ناحية الراعي - ناحية عريمة | منطقة عفرين - ناحية مركز عفرين - ناحية بلبل - ناحية جنديرس - ناحية راجو - ناحية شران - ناحية شيخ الحديد - ناحية معبطلي منطقة اعزاز - ناحية مركز اعزاز - ناحية تل رفعت - ناحية أخترين - ناحية صوران - ناحية مارع - ناحية نبل | منطقة منبج - ناحية مركز منبج - ناحية أبو قلقل - ناحية خفسة - ناحية مسكنة - ناحية أبو كهف منطقة عين العرب - ناحية مركز عين العرب - ناحية شيوخ تحتاني - ناحية صرين - ناحية الجلبية | منطقة السفيرة - ناحية مركز السفيرة - ناحية بنان - ناحية الحاجب - ناحية خناصر - ناحية تلعرن منطقة جرابلس - ناحية مركز جرابلس - ناحية غندورة | منطقة دير حافر - ناحية مركز دير حافر - ناحية رسم حرمل الإمام - ناحية كويرس شرقي منطقة الأتارب - ناحية مركز الأتارب - ناحية أبين سمعان - ناحية أورم الكبرى |

## محافظة ريف دمشق
| منطقة مركز ريف دمشق - ناحية ببيلا - ناحية جرمانا - ناحية عربين - ناحية الكسوة - ناحية كفر بطنا - ناحية المليحة | منطقة دوما - ناحية مركز دوما - ناحية حران العواميد - ناحية حرستا - ناحية السبع بيار - ناحية الضمير - ناحية الغزلانية - ناحية النشابية | منطقة القطيفة - ناحية مركز القطيفة - ناحية جيرود - ناحية الرحيبة - ناحية معلولا منطقة التل - ناحية مركز التل - ناحية رنكوس - ناحية صيدنايا | منطقة يبرود - ناحية مركز يبرود - ناحية عسال الورد منطقة النبك - ناحية مركز النبك - ناحية دير عطية - ناحية قارة | منطقة الزبداني - ناحية مركز الزبداني - ناحية سرغايا - ناحية مضايا منطقة قطنا - ناحية مركز قطنا - ناحية بيت جن - ناحية سعسع - ناحية جديدة عرطوز | منطقة داريا - ناحية مركز داريا - ناحية الحجر الأسود - ناحية صحنايا منطقة قدسيا - ناحية مركز قدسيا - ناحية الديماس - ناحية عين الفيجة |

## محافظة حمص
| منطقة حمص - ناحية مركز حمص - ناحية حسياء - ناحية خربة تين نور - ناحية الرقاما - ناحية شين - ناحية صدد - ناحية مهين - ناحية عين النسر - ناحية الفرقلس - ناحية القريتين | منطقة تلدو - ناحية مركز تلدو - ناحية كفرلاها - ناحية القبو | منطقة القصير - ناحية مركز القصير - ناحية الحوز | منطقة تلكلخ - ناحية مركز تلكلخ - ناحية الحديدة - ناحية الحواش - ناحية الناصرة | منطقة الرستن - ناحية مركز الرستن - ناحية تلبيسة | منطقة تدمر - ناحية مركز تدمر - ناحية السخنة | منطقة المخرم - ناحية مركز المخرم - ناحية جب الجراح |

## محافظة حماة
| منطقة حماة - ناحية مركز حماة - ناحية حربنفسه - ناحية الحمراء - ناحية صوران | منطقة السقيلبية - ناحية مركز السقيلبية - ناحية سلحب - ناحية الزيارة - ناحية شطحة - ناحية قلعة المضيق | منطقة السلمية - ناحية مركز السلمية - ناحية بري الشرقي - ناحية السعن - ناحية صبورة - ناحية عقيربات | منطقة محردة - ناحية مركز محردة - ناحية كرناز - ناحية كفر زيتا | منطقة مصياف - ناحية مركز مصياف - ناحية جب رملة - ناحية عوج - ناحية عين حلاقيم - ناحية وادي العيون |

## محافظة اللاذقية
| منطقة اللاذقية - ناحية مركز اللاذقية - ناحية البهلولية - ناحية ربيعة - ناحية عين البيضا - ناحية قسطل معاف - ناحية كسب - ناحية هنادي | منطقة جبلة - ناحية مركز جبلة - ناحية بيت ياشوط - ناحية الدالية - ناحية عين شقاق - ناحية عين الشرقية - ناحية القطيلبية | منطقة الحفة - ناحية مركز الحفة - ناحية صلنفة - ناحية عين التينة - ناحية كنسبا - ناحية مزيرعة | منطقة القرداحة - ناحية مركز القرداحة - ناحية جوبة برغال - ناحية حرف المسيترة - ناحية الفاخورة |

## محافظة إدلب
| منطقة إدلب - ناحية مركز إدلب - ناحية أبو الظهور - ناحية بنش - ناحية سراقب - ناحية تفتناز - ناحية معرتمصرين - ناحية سرمين | منطقة معرة النعمان - ناحية مركز معرة النعمان - ناحية كفر نبل - ناحية خان شيخون - ناحية سنجار - ناحية التمانعة - ناحية حيش | منطقة جسر الشغور - ناحية مركز جسر الشغور - ناحية بداما - ناحية دركوش - ناحية الجانودية | منطقة حارم - ناحية مركز حارم - ناحية الدانا - ناحية سلقين - ناحية كفر تخاريم - ناحية قورقينا - ناحية أرمناز | منطقة أريحا - ناحية مركز أريحا - ناحية إحسم - ناحية محمبل |

## محافظة الحسكة
| منطقة الحسكة - ناحية مركز الحسكة - ناحية بئر الحلو الوردية - ناحية تل تمر - ناحية شدادة - ناحية العريشة - ناحية مركدة - ناحية الهول | منطقة القامشلي - ناحية مركز القامشلي - ناحية تل حميس - ناحية عامودا - ناحية القحطانية | منطقة المالكية - ناحية مركز المالكية - ناحية الجوادية - ناحية اليعربية | منطقة رأس العين - ناحية مركز رأس العين - ناحية الدرباسية |

## محافظة دير الزور
| منطقة دير الزور - ناحية مركز دير الزور - ناحية البصيرة - ناحية التبني - ناحية خشام - ناحية صور - ناحية كسرة - ناحية موحسن | منطقة البوكمال - ناحية مركز البوكمال - ناحية الجلاء - ناحية سوسة - ناحية هجين | منطقة الميادين - ناحية مركز الميادين - ناحية ذيبان - ناحية العشارة |

## محافظة طرطوس
| منطقة طرطوس - ناحية مركز طرطوس - ناحية أرواد - ناحية الحميدية - ناحية خربة المعزة - ناحية السودا - ناحية الكريمة - ناحية صفصافة | منطقة بانياس - ناحية مركز بانياس - ناحية الروضة - ناحية العنازة - ناحية القدموس - ناحية حمام واصل - ناحية الطواحين - ناحية تالين | منطقة صافيتا - ناحية مركز صافيتا - ناحية مشتى الحلو - ناحية البارقية - ناحية سبة - ناحية السيسنية - ناحية رأس الخشوفة | منطقة دريكيش - ناحية مركز دريكيش - ناحية جنينة رسلان - ناحية حمين - ناحية دوير رسلان | منطقة الشيخ بدر - ناحية مركز الشيخ بدر - ناحية برمانة المشايخ - ناحية القمصية |

## محافظة الرقة
| منطقة الرقة - ناحية مركز الرقة - ناحية السبخة - ناحية الكرامة - ناحية معدان | منطقة الطبقة - ناحية مركز الطبقة - ناحية المنصورة - ناحية الجرنية | منطقة تل أبيض - ناحية مركز تل أبيض - ناحية سلوك - ناحية عين عيسى |

## محافظة درعا
| منطقة درعا - ناحية مركز درعا - ناحية بصرى الشام - ناحية الجيزة - ناحية خربة غزالة - ناحية داعل - ناحية الشجرة - ناحية مزيريب - ناحية المسيفرة | منطقة الصنمين - ناحية مركز الصنمين - ناحية المسمية - ناحية غباغب | منطقة إزرع - ناحية مركز إزرع - ناحية تسيل - ناحية جاسم - ناحية الحراك - ناحية الشيخ مسكين - ناحية نوى |

## محافظة السويداء
| منطقة السويداء - ناحية مركز السويداء - ناحية المزرعة - ناحية المشنف | منطقة شهبا - ناحية مركز شهبا - ناحية شقا - ناحية الصورة الصغيرة - ناحية العريقة | منطقة صلخد - ناحية مركز صلخد - ناحية ذيبين - ناحية الغارية - ناحية القريا - ناحية ملح |

## محافظة القنيطرة
| منطقة القنيطرة - ناحية مركز القنيطرة - ناحية الخشنية - ناحية خان أرنبة - ناحية مسعدة | منطقة فيق - ناحية مركز فيق - ناحية البطيحة |

## وصلات خارجية
- وزارة الإدارة المحليّة السوريّة
- المركز الإحصائي السوري